# 팀 러스
팀 러스(Tim Russ, 1956년 6월 22일 ~ )는 미국의 배우이다.

## 출연 작품
- 배트맨: 더 둠 댓 케임 투 고담 (2023) - 루시어스 폭스 역 (목소리)
- 더 소저너 (2019)
- 기프트 오브 더 하트 (2017)
- Vitals (2019)
- 데이 원트 딕 딕스터 (2015)
- 그레이스케일 (2015)
- 코어 임팩트: 행성 충돌 (2014)
- 무성영화관의 밤 (2012)
- 램파트 (2011)
- 채드 & 더 에어리언 투페이 (2009)
- 다이 하드 4.0 (2007)
- 오 인 오하이오 (2005)
- 이스트 오브 호프 스트리트 (1998)
- 스타 트렉 - 보이저: 케어테이커 (1995)
- 욕망의 이중주 (1994)
- 스타 트랙 7 - 넥서스 트랙 (1994)
- 라이트 아웃 (1994)
- 마그마 탐험대 (1993)
- 토요일 밤의 남자 (1992)
- 데드 싸일런스 (1991)
- 나이트 아이 2 (1991)
- 비키의 홀로서기 (1988)
- 악령의 전류 (1988)
- 데스 위시 4 (1987)
- 불같은 열정 (1986)
- 랄프마치오의십자로 (1986)

### 텔레비전
- 하이웨이맨 (1987-88, The Highwayman)
- 스타 트렉: 보이저 (1995-2001)
- 사만다 후? (2007-09)
- 아이칼리 (2007-12)